# Odette Teissier du Cros
Pour les articles homonymes, voir Teissier.
 (juin 2011).
Si vous disposez d'ouvrages ou d'articles de référence ou si vous connaissez des sites web de qualité traitant du thème abordé ici, merci de compléter l'article en donnant les références utiles à sa vérifiabilité et en les liant à la section « Notes et références ».
Odette Teissier du Cros, née Cololian, née en 1906, morte le 30 janvier 1997, est une ethnologue française, fondatrice et conservatrice du Musée cévenol au Vigan.

## Biographie
Fille unique du docteur Paul Cololian, médecin psychiatre, premier disciple formé par le professeur Charcot à l'Hôpital de la Salpêtrière à Paris, créateur de la Croix-Rouge arménienne, elle envisage d'abord de suivre les traces de son père en médecine.
Ce projet ayant été contrarié, elle s'oriente vers l'ethnologie, discipline nouvelle à l'époque. Elle fait alors la connaissance de Charles Parain et de Georges-Henri Rivière, qui œuvrent pour la mise en place d'un musée autour des arts et traditions populaires.
En 1928, elle rencontre à Paris Louis Teissier du Cros, originaire d'Aulas, avec lequel elle se marie peu avant la guerre. Installée à Paris pendant l'Occupation, son mari étant prisonnier en Allemagne (Oflag IV-D), elle intègre pour survivre l'équipe des Arts et traditions populaires.
Après la guerre, elle fait des séjours réguliers en Cévennes dans sa nouvelle famille, à Aulas dans la maison Teissier du Cros et au château de Coupiac (Camprieu). Sollicitée par les personnalités viganaises qui voulaient créer un musée au Vigan dans la fin des années 1950, elle suggère de créer le Musée cévenol, centré consacré aux arts et traditions populaires cévenols, projet pour lequel elle obtient très vite l'appui déterminant de personnalités locales comme Adrienne Durand-Tullou, André Chamson ou Pierre Gorlier.
En septembre 1961, la municipalité du Vigan organise l'exposition « Les anciennes techniques cévenoles », son prélude au musée, dont elle est l'animatrice essentielle. Le Musée cévenol est inauguré le 5 septembre 1963 en présence de plusieurs personnalités, dont Georges-Henri Rivière, André Chamson et Claude Lévi-Strauss.
Ses archives personnelles ont été confiées par son fils, Patrick Teissier du Cros, à l'Académie des Hauts Cantons en 2012.

## Titres et distinctions
- Chevalier de la Légion d'honneur (26 février 1978)
- Chevalier des Arts et Lettres (8 février 1968)
- Médaille du Club cévenol en (10 septembre 1972)[5]
- Membre correspondant de l’Académie de Nîmes (8 juin 1978)

## Œuvre
- Le Musée cévenol : Le Vigan, Gard, Le Vigan, Musée cévenol, 1980, 16 pages.